# Procellariiformes
Procellariiformes (del latín procella, "tormenta") es un orden de aves pelágicas (que se alimentan en el mar abierto). Anteriormente se llamaba Tubinares y todavía en inglés se los llama tubenoses, debido a incluir conductos en el pico como las narinas olfativas y un tubo para secretar el exceso de sal ingerido al comer, que se secreta por las glándulas supraorbitales y se expulsa por una especie de "estornudos" forzados o sacudidas del pico.

## Morfología
Todos ellos tienen los orificios nasales unidos en uno o dos tubos rectos y las mandíbulas profundamente acanaladas con las puntas encorvadas. Los tubos nasales sirven para oler y para excretar el exceso de sal (estas aves beben agua de mar). Poseen glándulas desalinizadoras especiales para llevar a cabo este proceso.
Los pies son palmeados, y el dedo posterior del pie está atrofiado o es inexistente. El plumaje es predominantemente negro o gris. Las alas son largas y estrechas.

## Comportamiento
Se alimentan de peces, calamares y otras presas marinas.
Las especies de alas más largas vuelan usando una técnica de zigzag para minimizar el batido activo del ala. La mayoría es incapaz de caminar en tierra, y muchas especies solo visitan por la noche sus islas de cría, siempre remotas. Las excepciones son los grandes albatros y algunos petreles y pardelas.
Son aves migratorias, algunas especies recorren enormes distancias. Usan navegación para orientarse en sus vuelos.
Algunas especies son capaces de proyectar a corta distancia un aceite repulsivo que producen en el estómago, y pueden así ahuyentar incluso a grandes rapaces. Este aceite es un residuo digestivo que se genera en el proventrículo (excepto en los petreles buceadores); se usa principalmente para el almacenamiento de energía y para la defensa.

## Especies
Hay alrededor de 125 especies vivas de Procellariiformes en el mundo, repartidas en cuatro familias:
- Orden Procellariiformes:
  - Familia Procellariidae, petreles, pardelas.
  - Familia Diomedeidae, albatros.
  - Familia Hydrobatidae, paiños.
  - Familia Oceanitidae, paíños sureños.

Los Procellariiformes están estrechamente emparentados con los Sphenisciformes o pingüinos.
En la taxonomía de Charles Sibley-Ahlquist, los Procellariiformes están incluidos dentro del orden Ciconiiformes.